# رولاند هيدلاند
رولاند هيدلاند (بالسويدية: Roland Hedlund)‏ هو ممثل سويدي، ولد في 17 نوفمبر 1933.

## وصلات خارجية
- رولاند هيدلاند على موقع IMDb (الإنجليزية)
- رولاند هيدلاند على موقع قاعدة بيانات الأفلام السويدية (السويدية)
- رولاند هيدلاند على موقع ديسكوغز (الإنجليزية)
- رولاند هيدلاند على موقع قاعدة بيانات الفيلم (الإنجليزية)